# Zetobora cassidoidea
Zetobora cassidoidea är en kackerlacksart som beskrevs av Costa, A. 1866. Zetobora cassidoidea ingår i släktet Zetobora och familjen jättekackerlackor. Inga underarter finns listade i Catalogue of Life.